# ليو دوارتي
ليو دوارتي (بالبرتغالية: Léo Duarte‏) (17 يوليو 1996 في البرازيل - ) هو لاعب كرة قدم برازيلي في مركز الدفاع. لعب مع نادي فلامنغو.

## وصلات خارجية
- ليو دوارتي على موقع اتحاد تركيا (لاعب) (الإنجليزية)
- ليو دوارتي على موقع قاعدة بيانات كرة القدم.إي يو (الإنجليزية)
- ليو دوارتي على موقع Soccerway.com (الإنجليزية)
- ليو دوارتي على موقع عالم كرة القدم.نت (الإنجليزية)